# Sümeghy Oszkár (Szomszédok)
Sümeghy Oszkár nyugalmazott magyar operaénekes (bariton), a Szomszédok című magyar szappanopera szereplője, Palócz László alakította.
Sümeghy Oszkár a kezdetekben költözött be a Lantos utca 8. szám alá. Eleinte a legkellemetlenebb lakó volt a lépcsőházban. Folyton mindenkivel kötözködött, lakásában végezte az előadások előtti beéneklést, énekórákat tartott a legborzasztóbb hangú tanítványainak, rendszerint késő este. Böhm bácsival mindig veszekedett, de titokban jó barátok voltak. Böhm halála után modora megváltozott és szinte az egész lépcsőház lakóival jól kijött, azonban az énekórák csak egy darabig maradtak abba, egy idő után újabb tanítványokat talált, többek között a szintén a lépcsőházban lakó Antóniát. Legjobb barátjával Hegyi Bernáttal szokott kisebb tétekben fogadva kártyázni. Barátnője Lillácska (Schubert Éva), aki miatt eladta, illetve zaciba vágta a festményeit, hogy ki tudja fizetni a drágábbnál drágább éttermekbe való meghívásokat.
A sorozat 55. részében az eladósodott Sümeghy lakását végrehajtók feltörik, és lefoglalják az operaénekes hűtőszekrényét.

## Érdekességek
- A Sümeghyt alakító Palócz László a valóságban is operaénekes volt.
- Sümeghy lakásában a falon levő képeken Palócz László régi fellépései láthatók.
- Palócz László kérte meg Horváth Ádám rendezőt, hogy a mogorva Sümeghy kicsit kedvesebb legyen.
- A jótékonysági koncerten a műsorvezető nem a szerepbeli, hanem eredeti nevén konferálja be.
- Palócz saját életkorával jeleníti meg Sümeghyt.

## Külső hivatkozások
- http://www.imdb.com/name/nm0658909/filmoseries#tt0108950